# Gracia Baur
Gracia Arabella Baur, más conocida como Gracia, es una cantante alemana nacida el 18 de diciembre de 1982 en Múnich.[cita requerida]

## Biografía
Gracia nació en Múnich el 18 de noviembre de 1982, hija de Roman y Rosemary Baur y fue nombrada en honor a la Princesa Grace de Mónaco, quien había muerto unas semanas antes. La hermana gemela de Gracia, Patricia también recibió su nombre por la princesa.[cita requerida]
Durante sus años de adolescencia tomó clases de canto para reforzar su voz. Para satisfacer sus sueños de una carrera como cantante profesional, comenzó a grabar demos y pasó varias audiciones. En el año 2000 incluso pasó la primera ronda de Popstars, pero fue forzada a salir cuando olvidó la letra de su canción.
En el 2002/2003 formó parte del Deutschland sucht den Superstar, la versión alemana del American Idol, y eventualmente alcanzó el quinto lugar. Impulsada por la publicidad lanzó su primer álbum, Intoxicated, que llegó al N.º 10 en las listas de popularidad alemanas y del que se desprendieron los éxitos "I Don't Think So" y "I Believe in Miracles". Tras dicho tour, comenzaría su carrera en solitario con la publicación de un primer sencillo publicado bajo el título "I Don't Think So", que consiguió el puesto número tres en la lista de éxitos. Un segundo sencillo, titulado "I Believe In Miracles" fue número quince, mientras que su primer álbum "Intoxicated" (publicado en noviembre de 2003) consiguió la décima posición.
A pesar de no ser la ganadora del show, consiguió junto a sus compañeros un gran reconocimiento a nivel nacional. Durante el verano siguiente a dicho programa, y junto al resto de los participantes, tomó parte en una gira llamada United Superstars que recorrió toda Alemania. Más tarde, formó equipo con sus compañeros en DSDS, Daniel Küblböck, Nektarios Bamiatzis, y Stephanie Brauckmeyer, lanzando "Don't Close Your Eyes", un sencillo de caridad bajo el nombre 4 United.
Gracia fue seleccionada para representar a Alemania en el Festival de la Canción de Eurovisión 2005 con la canción "Run & Hide", producida y compuesta por David Brandes. Después de la preselección nacional alemana para el Festival de la Canción de Eurovisión fue revelado que Brandes había comprado cientos de sus propios CD para asegurar un lugar en las listas de popularidad, un requerimiento del ESC (el sencillo debe de llegar al Top 30 en las listas alemanas). En contraste con los participantes suizos (Vanilla Ninja) cuya entrada también fue producida por Brandes, Gracia optó por continuar su asociación con la nueva y controversial figura.
Sin embargo, "Run & Hide", una canción moderna de pop-rock con un uso fuerte de sintetizadores, no logró atrapar la imaginación de la audiencia en el Festival de la Canción de Eurovisión y quedó en el último lugar (24º), con sólo cuatro puntos de Moldavia y Mónaco. Gracia, sin embargo, no tenía pena ("Bueno, alguien tenía que terminar en último lugar" fue su comentario después del show), y publicó su segundo álbum Passion, lanzado en noviembre del 2005. Durante el festival, recibió muchas comparaciones con la canadiense Alanis Morissette por la similitud entre sus estilos y forma de cantar.
En diciembre de 2006 Gracia lanzó la canción "Cos I Believe" junto con Marvin Broadie bajo el nombre "Xantoo". Se colocó en el n.º 39.[cita requerida]

## Discografía

### Álbumes
- Intoxicated (2003) #10 ALE
- Passion (2005)

### Sencillos
| Año  | Título                            | Posición      | Álbum       |
| Año  | Título                            | Sencillos ALE | Álbum       |
| ---- | --------------------------------- | ------------- | ----------- |
| 2003 | "I Don't Think So"                | 3             | Intoxicated |
| 2003 | "I Believe In Miracles"           | 12            | Intoxicated |
| 2005 | "Run & Hide"                      | 20            | Passion     |
| 2005 | "When The Last Tear's Been Dried" | 32            | Passion     |
| 2006 | "Never Been"                      | 39            | Passion     |
| 2006 | "Cos I believe"                   | 39            |             |